# Fischerova syntéza indolů
Fischerova syntéza indolů je reakce (substituovaného) fenylhydrazinu s aldehydem nebo ketonem v kyselém prostředí za vzniku indolu nebo jeho derivátu; objevil ji roku 1883 německý chemik Hermann Emil Fischer. Tímto postupem se často vyrábějí léky na migrénu ze skupiny triptanů.
Při této reakci je důležité vybrat správný katalyzátor. Používají se jak Brønstedovy–Lowryho kyseliny, jako kyselina chlorovodíková (HCl), kyselina sírová (H2SO4), polyfosforečné kyseliny a kyselina p-toluensulfonová, tak i Lewisovy kyseliny, například fluorid boritý (BF6), chlorid zinečnatý (ZnCl2), chlorid železitý (FeCl3) a chlorid hlinitý (AlCl3).
Proběhlo několik studií zkoumajících Fischerovu syntézu indolů.

## Mechanismus
Reakcí substituovaného fenylhydrazinu s karbonylovou sloučeninou nejprve vznikne fenylhydrazon, který se izomerizuje na odpovídající enamin. Po následné protonaci proběhne [3,3] sigmatropní přesmyk, kterým se vytvoří imin. Z něj vznikne cyklický aminal, z něhož se odštěpí molekula amoniaku, což vede ke vzniku indolu jako konečného produktu.

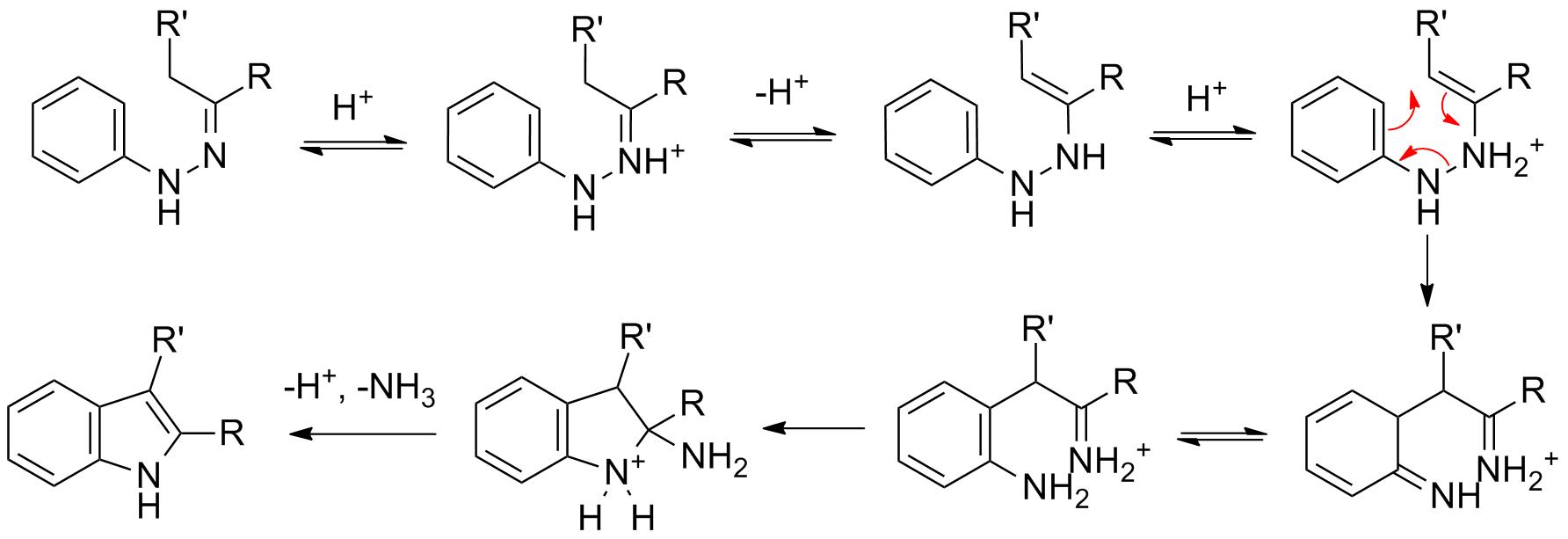
Mechanismus Fischerovy syntézy indolů

Pomocí isotopového značkování bylo zjištěno, že se do vzniklého indolu zabuduje arylový dusík z fenylhydrazinu.

## Buchwaldova varianta
Při katalýze palladiem lze Fischerovu syntézu indolů provést reakcí arylbromidů s hydrazony. Tato možnost je v souladu s předpokladem, že jsou meziprodukty Fischerovy syntézy hydrazony. Použité N-arylhydrazony lze nahradit jinými ketony.